# GRIP1
글루탐산 수용체 상호 작용 단백질 1(Glutamate receptor-interacting protein 1)은 인간에서 GRIP1 유전자 의해 암호화되는 단백질이다.

## 상호 작용
GRIP1은 다음과 상호 작용 하는 것으로 나타났다.
- GRM3
- GRIA2
- GRIA3
- GRIA4[7]
- GRIK2[8]
- GRIK3[9]